# 細川站 (三河鐵道)
細川站（日语：／ Hosokawa eki */?）是一座位於愛知縣額田郡岩津町（現時：岡崎市），三河鐵道門立支線的車站（廢站）。

## 歷史
- 1924年（大正13年）12月27日 - 岡崎電氣軌道岡崎井田至門立之間開通，此站啟用。
- 1927年（昭和2年）7月19日 -　岡崎電氣軌道被三河鐵道收購合併。
- 1929年（昭和4年）12月18日 - 三河岩脇至上舉母之間開業。大樹寺至三河岩脇之間的架空電纜電壓由600V升至1500V，三河岩脇至門立之間繼續維持600V，使該區間成為盲腸線。同時，三河岩脇至門立之間改名為門立支線。此站成為門立支線的車站。
- 1938年（昭和13年）5月1日 - 門立支線暫停營業，此站暫停營業。
- 1939年（昭和14年）10月3日 - 門立支線廢除，此站也被廢除。

## 車站構造
車站是一座地面車站，設有設有1面1線的單式月台。

## 使用狀況
根據《愛知縣統計書》，以下列出一年總上下車人次和貨物起卸量：
| 年度     | 乘車人次（人） | 下車人次（人） | 發送貨物         | 發送貨物    | 到達貨物    | 參考資料 |
| 年度     | 乘車人次（人） | 下車人次（人） | 小型行李（公斤） | 貨物 (公噸) | 貨物 (公噸) | 參考資料 |
| -------- | -------------- | -------------- | ---------------- | ----------- | ----------- | -------- |
| 1933年度 | 1,711          | 2,712          | 836              | 4,388       | 29          | [ 1 ]    |
| 1934年度 | 1,653          | 1,760          |                  | 3,202       | 90          | [ 2 ]    |
| 1935年度 | 632            | 1,642          |                  | 1,215       |             | [ 3 ]    |

## 廢站後
在廢站後，由於愛知縣道39號岡崎足助線進行道路擴張，因此已經看不到任何車站痕跡。遺址推測在名鐵巴士細川巴士站附近。

## 相鄰車站
三河鐵道
門立支線
三河岩脇－細川－門立

## 注腳
1. ↑  《愛知縣統計書. 昭和8年 第1編》、（國立國會圖書館數碼化收藏）
2. ↑  《愛知縣統計書. 昭和9年 第1編 土地、戸口、其他》、（國立國會圖書館數碼化收藏）
3. ↑  《愛知縣統計書. 昭和10年 第1編》、（國立國會圖書館數碼化收藏）